# 松山镇 (开原市)
松山镇，是中华人民共和国辽宁省铁岭市开原市下辖的一个乡镇级行政单位。原为松山堡乡，2013年撤乡设镇。

## 行政区划
松山镇下辖以下地区：
松山村、山槐村、二道沟村、木鱼沟村、邸屯村、康屯村、英山村、半拉山子村、石洞沟村、北沟村、榆树沟村、麻线堡村、上土口子村、古家子村、英城子村和老边村。